# Pet (mangá)
Pet (ペット, Petto) é um mangá japonês escrito e ilustrado por Ranjō Miyake. Uma adaptação para anime do Geno Studio estreou em 6 de janeiro de 2020. A série é transmitida em todo o mundo pelo Amazon Prime.

## Personagens
Hiroki (ヒロキ, Hiroki)
Voz de: Keisuke Ueda
Tsukasa (司, Tsukasa)
Voz de: Kishō Taniyama
Satoru (悟, Satoru)
Voz de: Yūki Ono
Hayashi (林, Hayashi)
Voz de: Yasuyuki Kase
Katsuragi (桂木, Katsuragi)
Voz de: Shunsuke Sakuya
Jin (ジン, Jin)
Voz de: M.A.O
Ron (ロン, Ron)
Voz de: Kōji Yusa
Presidente da companhia (社長, Shachō)
Voz de: Nobuo Tobita

## Mídia

### Mangá
Ranjō Miyake originalmente serializou o mangá na revista seinen Weekly Big Comic Spirits, da Shogakukan. Uma edição remasterizada de cinco volumes foi publicada pela Enterbrain em 2009.
| No. | Data de lançamento original                                             | ISBN original                              |
| --- | ----------------------------------------------------------------------- | ------------------------------------------ |
| 1   | 30 de janeiro de 2003 (Shogakukan) 26 de outubro de 2009 (Enterbrain)   | ISBN 978-4091866516 ISBN 978-4-04-726088-7 |
| 2   | 30 de janeiro de 2003 (Shogakukan) 26 de outubro de 2009 (Enterbrain)   | ISBN 978-4091866523 ISBN 978-4-04-726089-4 |
| 3   | 30 de maio de 2003 (Shogakukan) 26 de novembro de 2009 (Enterbrain)     | ISBN 978-4091866530 ISBN 978-4-04-726126-6 |
| 4   | 30 de setembro de 2003 (Shogakukan) 25 de dezembro de 2009 (Enterbrain) | ISBN 978-4091866547 ISBN 978-4-04-726210-2 |
| 5   | 25 de dezembro de 2003 (Shogakukan) 29 de janeiro de 2010 (Enterbrain)  | ISBN 978-4091866554 ISBN 978-4-04-726278-2 |

### Anime
Uma adaptação para anime da edição remasterizada de 2009 foi anunciada em março de 2018. A série foi originalmente programada para estrear em outubro de 2019, mas foi adiada para 6 de janeiro de 2020 na Tokyo MX, BS11 e AT-X. A série é dirigida por Takahiro Omori e escrito por Sadayuki Murai, com animação de Geno Studio. Junichi Hayama é o responsável pelo design dos personagens, e Twin Engine está produzindo a série. É transmitido mundialmente pela Amazon. TK do Ling Tosite Sigure apresentou a música de abertura da série "Chō no Tobu Suisō" (蝶の飛ぶ水槽), enquanto Memai Siren tocou a música de encerramento da série "image _____". A série terá 13 episódios.
| No. | Título                                                                         | Data de transmissão original |
| --- | ------------------------------------------------------------------------------ | ---------------------------- |
| 1   | "The Crushers" Transcrição: "Tsubushiya" (japonês: 潰し屋)                     | 6 de janeiro de 2020         |
| 2   | "Views of The Peak" Transcrição: "'Yama' no Keshiki" (japonês: 「ヤマ」の景色) | 13 de janeiro de 2020        |